# Френи, Мирелла
Мире́лла Фре́ни (итал. Mirella Freni, настоящая фамилия Fregni; 27 февраля 1935, Модена, Италия — 9 февраля 2020, там же) — одна из крупнейших итальянских оперных певиц второй половины XX века (наряду с Ренатой Тебальди и Ренатой Скотто). Лирическое сопрано Френи сочетало чистоту, теплоту и эмоциональную глубину с технической виртуозностью. Свою визитную карточку — партию Мими в «Богеме» — Френи исполнила на протяжении полувека более 200 раз.

## Биография
Мирелла с детства была знакома с другим уроженцем Модены — Лучано Паваротти: их матери работали на одной табачной фабрике. Полюбила народные песни и оперные арии в то время, когда брат матери стал с ней заниматься музыкальной грамотой. В 10 лет она дебютировала на радио, исполнив арию Un bel dì vedremo из оперы «Мадам Баттерфляй». Формальное обучение вокалу началось в 17 лет под руководством Этторе Кампогальяни (педагога, который также учил Паваротти и Тебальди).
Профессиональный оперный дебют состоялся 3 февраля 1955 года на сцене моденского театра в роли Микаэлы в опере «Кармен» Бизе. В 1958 году заключила контракт с Туринским оперным театром. Прорывом стало выступление в 1960 году на Глайндборнском фестивале в партии Церлины из «Дон Жуана» Моцарта, обратившее на неё внимание международной публики. Решающим моментом для её карьеры стал дебют в миланском театре «Ла Скала» (1963) в роли Мими. 
В последующие годы Мирелла Френи сотрудничала с Зальцбургским фестивалем, театрами «Ковент Гарден», «Метрополитен-опера» (где дебютировала в 1965 году в опере «Турандот») и многими другими. Партия Дездемоны (в «Отелло» Верди) раскрыла её драматический талант, а Адина в «Любовном напитке» Доницетти продемонстрировала мастерство бельканто. Оставаясь в труппе «Ла Скала» до 1990-х годов, не раз гастролировала с ней в Москве, где исполнила, в частности, партии Мими (1964) и Амелии в опере «Симон Бокканегра» (1974). 
Не будучи красавицей, Френи привлекала публику своим артистизмом, большое значение придавала актёрской убедительности. С ней работали такие крупные дирижёры, как Карлос Клайбер, Джеймс Ливайн, Ален Ломбар и — особенно часто — Герберт фон Караян. С последним она создала запоминающийся образ Маргариты в опере Гуно; не менее известны их совместные записи «Богемы» (где Френи заменила Ренату Скотто), «Мадам Баттерфляй» и «Отелло». 
Позже Френи взялась по примеру Скотто за более тяжёлые партии (Тоска в одноимённой опере Пуччини, Елизавета Валуа в «Дон Карлосе» Верди), успешно перейдя от лирического к спинто-сопрано. Тем не менее, следуя советам Тебальди, она отклоняла предложения наиболее драматичных ролей, считая их прямым путём к утрате голоса: «У меня никогда не было желания кричать на сцене». Бережное отношение к голосу заработало ей эпитет La Prudentissima («Наиблагоразумнейшая») и позволило продолжать выступления на протяжении пяти десятилетий. 
В записи «Федоры» 1997 года показано, как мэр Нью-Йорка Джулиани вручает Френи, исполнявшей главную роль, символический ключ от своего города. Примерно в те же годы успех сопутствовал исполнению ею партии Адрианы Лекуврёр. При акценте на итальянский и французский репертуар, не чуждалась и русского: в операх Чайковского исполняла партии Лизы («Пиковая дама»), Татьяны («Евгений Онегин»), Иоанны («Орлеанская дева»); на концертах же исполняла в числе прочих русские романсы. В последний раз появилась в «Богеме» в возрасте 70 лет (Вашингтонская национальная опера, 2005).
Френи до конца дней жила в своей родной Модене. Она славилась скрупулёзной подготовкой, эмоциональной искренностью и неприятием вокальных излишеств. После ухода со сцены преподавала на мастер-классах, в том числе и в России. Иногда давала концерты вместе с супругом Николаем Гяуровым. В интервью сетовала на то, что при росте среднего уровня современных певцов происходит их усреднение, а выдающиеся вокальные индивидуальности появляются всё реже. К современным операм и модернистским постановкам классики относилась неприязненно: 
Фальшивые эмоции, неправдоподобные ситуации ведут к разрушению музыки. Понимаете, спеть арию в платье с кринолином или в камуфляжном комбинезоне — совсем не одно и то же. То, что вы будете при этом испытывать, ваши эмоции — будут совсем разными, и вы от этого никуда не уйдете. Всё будет слышно в звуке — эмоциональный посыл арии окажется уже совсем не тот, а значит, и вся опера, где вместо нарядов XVII века все обряжены в комбинезоны и джинсы, получится совсем не той, что задумывал композитор.
Мирелла Френи умерла после череды инсультов на 85-м году жизни. Прощание с примадонной прошло в Моденском соборе.

## Личная жизнь
- Первый муж (1955—1978) — пианист и дирижер Леоне Маджиера (род. 1934)
  - Дочь Микаэла
- Второй муж (1978—2004) — болгарский певец Николай Гяуров (1929—2004)

## Исполненные партии
- Эльвира («Эрнани» Дж. Верди)
- Виолетта («Травиата» Дж. Верди)
- Амелия («Симон Бокканегра» Дж. Верди)
- Леонора («Сила судьбы» Дж. Верди)
- Елизавета Валуа («Дон Карлос» Дж. Верди)
- Аида («Аида» Дж. Верди)
- Дездемона («Отелло» Дж. Верди)
- Нанетта («Фальстаф» Дж. Верди)
- Манон Леско («Манон Леско» Дж. Пуччини)
- Мими («Богема» Дж. Пуччини)
- Тоска («Тоска» Дж. Пуччини)
- Лауретта («Джанни Скикки» Дж. Пуччини)
- Чио-Чио-Сан («Мадам Баттерфляй» Дж. Пуччини)
- Лю («Турандот» Дж. Пуччини)
- Адина («Любовный напиток» Г. Доницетти)
- Беатриче («Беатриче ди Тенда» В. Беллини)
- Эльвира («Пуритане» В. Беллини)
- Норина («Дон Паскуале» Г. Доницетти)
- Мария («Дочь полка» Г. Доницетти)
- Матильда («Вильгельм Телль» Дж. Россини)
- Маргарита («Мефистофель» А. Бойто)
- Маргарита («Фауст» Ш. Гуно)
- Джульетта («Ромео и Джульетта» Ш. Гуно)
- Микаэла («Кармен» Ж. Бизе)
- Адриана («Адриана Лекуврёр» Ф. Чилеа)
- Федора («Федора» У. Джордано)
- Сюзанна («Свадьба Фигаро» Моцарта)
- Церлина («Дон Джованни» Моцарта)
- Оберто («Альцина» Генделя)
- Ксеркс («Ксеркс» Генделя)
- Татьяна («Евгений Онегин» П. И. Чайковского)
- Лиза («Пиковая дама» П. И. Чайковского)
- Жанна д’Арк («Орлеанская дева» П. И. Чайковского)

## Фильмы-оперы
(неполный перечень)

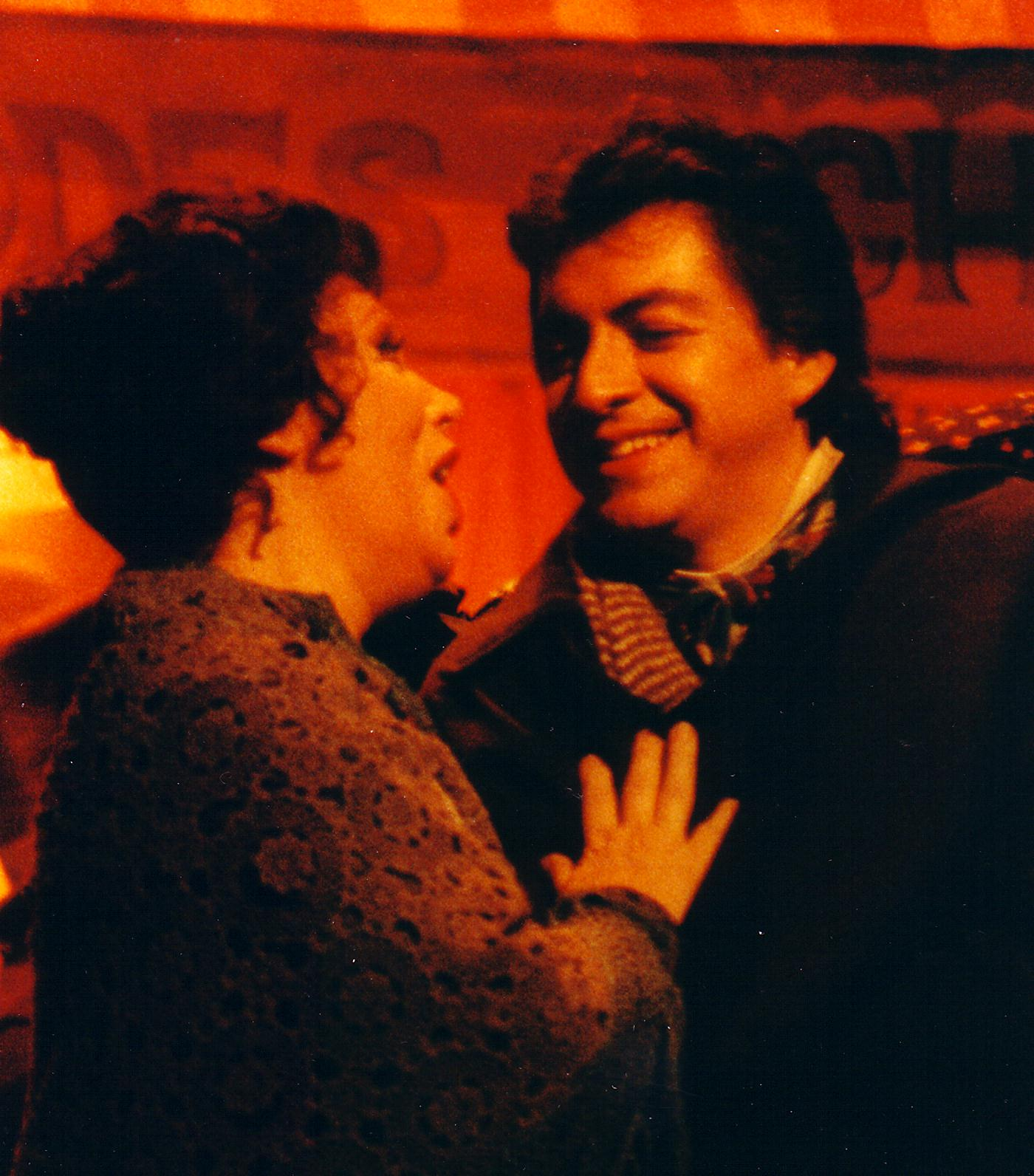
Френи и Арайса в «Богеме» (1992)

- 1965 — «Богема» Пуччини — Мими (режиссёр — Франко Дзеффирелли, дирижёр — Герберт фон Караян, Рудольф — Джанни Раймонди, Марсело — Роландо Панераи)
- 1967 — «Кармен» Бизе — Микаэла (режиссёр-постановщик и дирижёр — Герберт фон Караян, Кармен — Грейс Бамбри, Хозе — Джон Викерс)
- 1973 — «Отелло» Верди — Дездемона (режиссёр — Роже Бенаму, дирижёр — Герберт фон Караян, Отелло — Джон Викерс)
- 1973 — «Травиата» Верди — Виолетта (ТВ, режиссёр — Wolfgang Nagel, дирижёр Ламерто Гарделли, Альфред — Франко Бонисолли[итал.], Жермон — Сесто Брускантини[итал.]. Хор, оркестр и балет Берлинской государственной оперы)
- 1974 — «Мадам Баттерфляй» Пуччини — Чио-Чио-сан (ТВ, режиссёр — Жан-Пьер Поннель, дирижёр — Герберт фон Караян, Пинкертон — Пласидо Доминго, Сузуки — Криста Людвиг)
- 1975 — «Женитьба Фигаро» («Свадьба Фигаро») Моцарта — Сюзанна (режиссёр — Жан-Пьер Поннель, дирижёр — Карл Бём, Фигаро — Герман Прей, граф Альмавива — Дитрих Фишер-Дискау, графиня Альмавива — Кири Те Канава)
- 1975 — «Фауст» Гуно — Маргарита (ТВ, режиссёр — Ив-Андре Юбер, дирижёр — Чарльз Маккеррас, Фауст — Николай Гедда, Мефистофель — Роже Суайе)

## Награды и премии
- 1986—1987 — Премия Франко Аббьяти
- 26 января 1990 года — Дама Большого Креста Ордена «За заслуги перед Итальянской Республикой»
- Март 1993 года — Орден Почётного легиона Франции
- 24 мая 2002 года — Почётная степень иностранных языков и литературы Университета Пизы